# Leblon
Leblon este un cartier (bairro) din Rio de Janeiro, Brazilia. Se află în zona de sud a orașului, pe malul Oceanului Atlantic, între Laguna Rodrigo de Freitas, cartierele Ipanema și Vidigal. Cel mai bogat cartier a orașului, este mai pașnic decât cartierele învecinate Ipanema și Copacabana. Include partea sudică a plaja Ipanema, între canalul Jardim de Alá și Morro Dois Irmãos.